# Stacey Farber
Stacey Ann Farber (ur. 25 sierpnia 1987 w Toronto) – kanadyjska aktorka.
Zagrała jako Eleonor „Ellie” Nash w telewizyjnym serialu Degrassi: Nowe pokolenie, który emitowano w CTV w Kanadzie i w programie The N, w bloku Noggin w Stanach Zjednoczonych.

## Filmografia
- 2001: Games at Four
- 2001: Bagatelle
- 2002: Degrassi: Nowe pokolenie, jako Eleanor „Ellie” Nash
- 2002: Na tropie zła (Narc), jako młoda Kathryn
- 2004: Mroczna przepowiednia (Dark Oracle), jako Mary
- 2005: Degrassi: The Next Generation – Jay and Silent Bob do Degrassi, jako Ellie Nash
- 2006: Orpheus, jako Patty
- 2006: Talent Booky (Booky Makes Her Mark), jako Audrey
- 2007: King of Sorrow, jako Des
- 2008: Rewind, jako Georgina Beckett
- 2010: Weź Tubę na próbę (Made... The Movie), jako Emerson
- 2010: Osiemnastka i co dalej (18 to Life), jako Jessie Hill
- 2009: Degrassi Goes Hollywood, jako Ellie Nash

### Gościnnie
- 2004: Doc, jako Lacy Sanders
- 2004: Gwiazda od zaraz (Instant Star), jako ona sama
- 2010: Punkt krytyczny (Flashpoint), jako Tracey